# Nová doba (Bratislava)

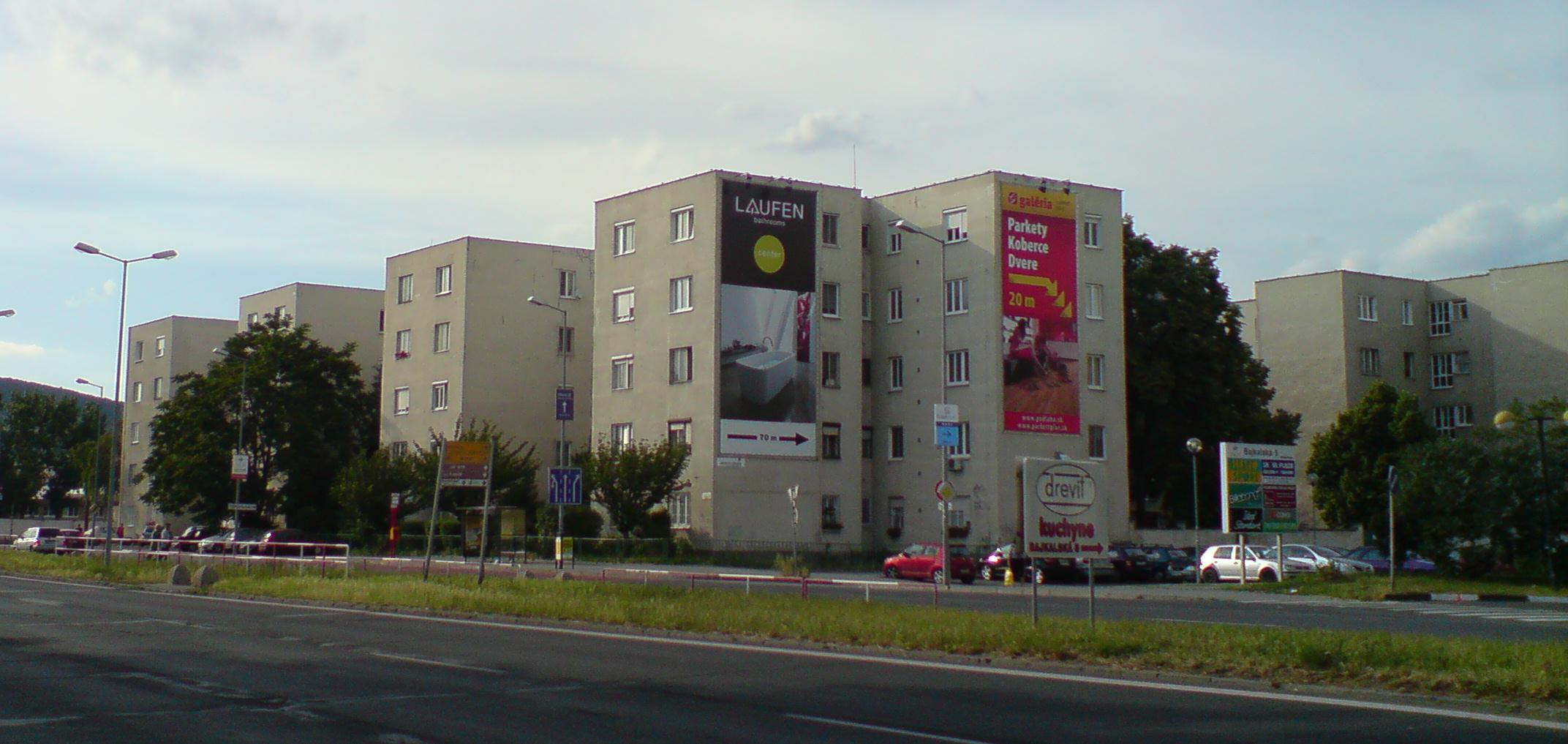
Pohled z Bajkalské ulice

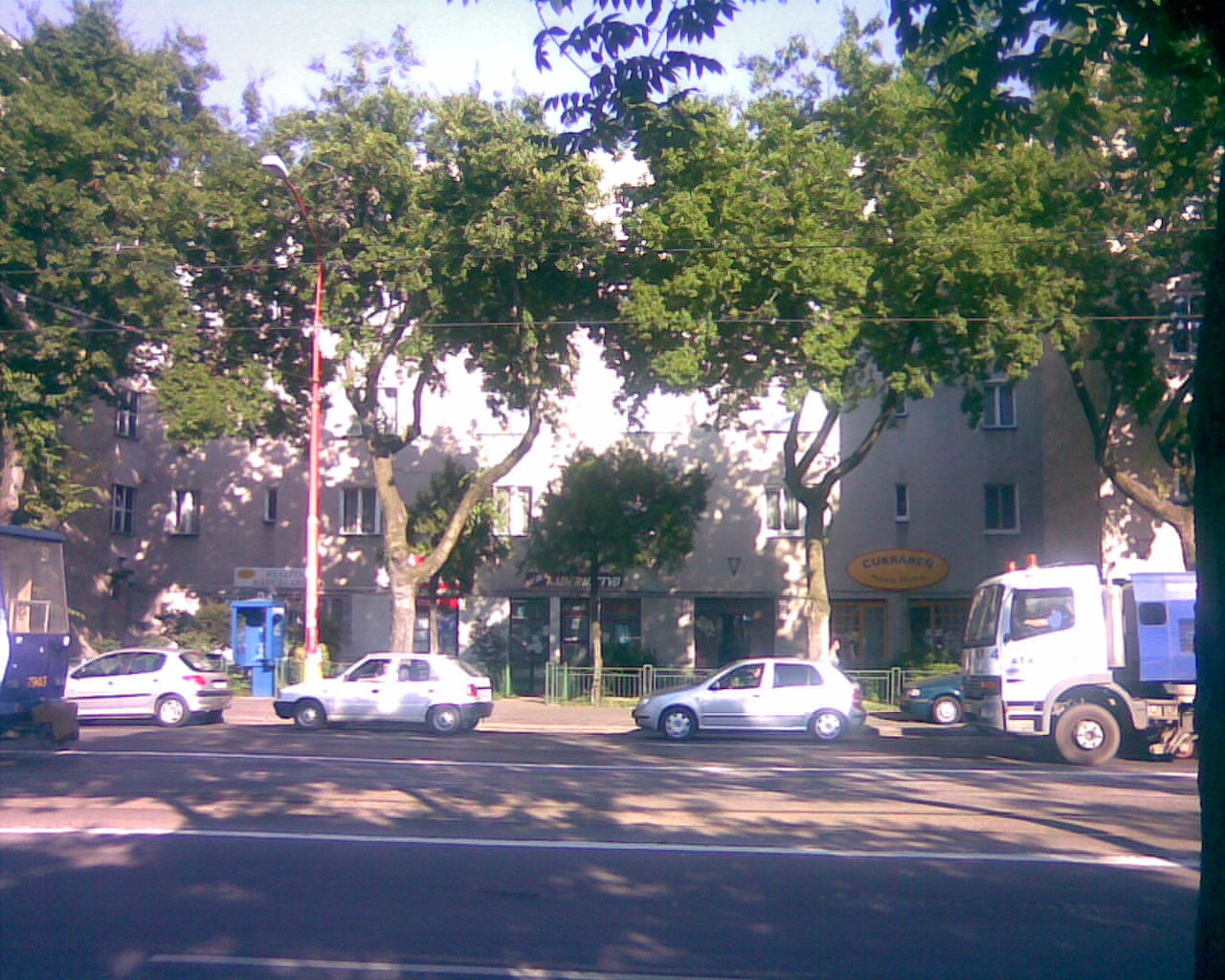
Nová doba

Nová doba je komplex obytných bloků, nacházející se v Bratislavě na Vajnorské ulici. Autory jsou Fridrich Weinwurm (1885–1942) a Ignác Vécsei.

## Filozofie výstavby
Projekt Nová doba vznikl jako projekt obytných bloků družstva soukromých zaměstnanců a dělníků v roce 1932 a patří k nejvýznamnějším realizovaným pokusem řešení sociální výstavby tzv. "Nejmenšího bytu" na území dnešního Slovenska v meziválečném období. Představoval nový přístup k urbanistickému, technickému a ekonomickému řešení problému sociálního bydlení.

## Dispoziční řešení
Základní koncept návrhu sleduje vytvoření obytného prostředí na co nejvyšší úrovni. Dispoziční uspořádání dovoluje pouze minimální styk jednotlivých bytů a vytváří dobré podmínky pro relativně izolované, nerušené bydlení, dobré osvětlení a větrání všech místností. Pokoje chrání od hluku schodiště a příslušenství bytu. Jednu obytnou skupinu tvoří 162 bytů pěti typů, které jsou seskupeny kolem osmi schodišť. Jsou zde garsonky, jednopokojové, větší jednopokojové, dvoupokojové standardní a větší dvoupokojové byty. Byty měly ve své době nadstandardní vybavení a kolektivní zařízení, např. ústřední prádelnu a sušárnu.

## Urbanistické řešení
Původní urbanistické řešení spočívalo v řadové výstavbě. Na žádost městského stavebního úřadu bylo však změněno na polootevřený blok. Směrem k Vajnorské ulici se tímto vytvořila souvislá uliční linie a na druhé straně vznikl tichý, izolovaný prostor vnitřního dvora.

## Architektonické a stavebně-konstrukční řešení
Architektonický výraz Nové doby je skromný a zakládá se na kontrastech plných a členěných stěn. Pozoruhodným přínosem je unifikovaná ocelová konstrukce, které byla v tomto rozsahu použita na Slovensku poprvé. Hospodárnost nehledal Weinwurm v půdorysném řešení návrhu (pavlačový dům by byl úspornější), ale v konstrukčních a stavebně-technických prvcích. Hlavní momenty ekonomie spočívaly jednak ve zmíněné unifikaci konstrukce, jednak v unifikaci pracovních postupů výstavby, rychlosti montáže, malé hmotnosti a v menším objemu i v ekonomickém řešení základů. Ocelová konstrukce prvního bloku byla zhotovena za tři měsíce, ostatní stavební práce trvaly osm měsíců. První blok byl postaven v letech 1933-1934, druhý blok v letech 1935-1936. Na rozdíl od prvního bloku má druhý blok železobetonovou konstrukci, v těch letech již cenově výhodnější. Celkový koncept zůstal zachován s minimálními úpravami původní dispozice. Byla zlepšena technická vybavenost a osvětlení společných zařízení. Teprve v letech 1937-1939 byla realizována třetí etapa na druhé straně, na dnešní Bajkalské ulici. Jako nejvýznamnější změna této etapy bylo rozšíření dvora vložením jednoho schodiště do traktu směrem k Vajnorské ulici.